# Deutsches Gewürzmuseum Kulmbach

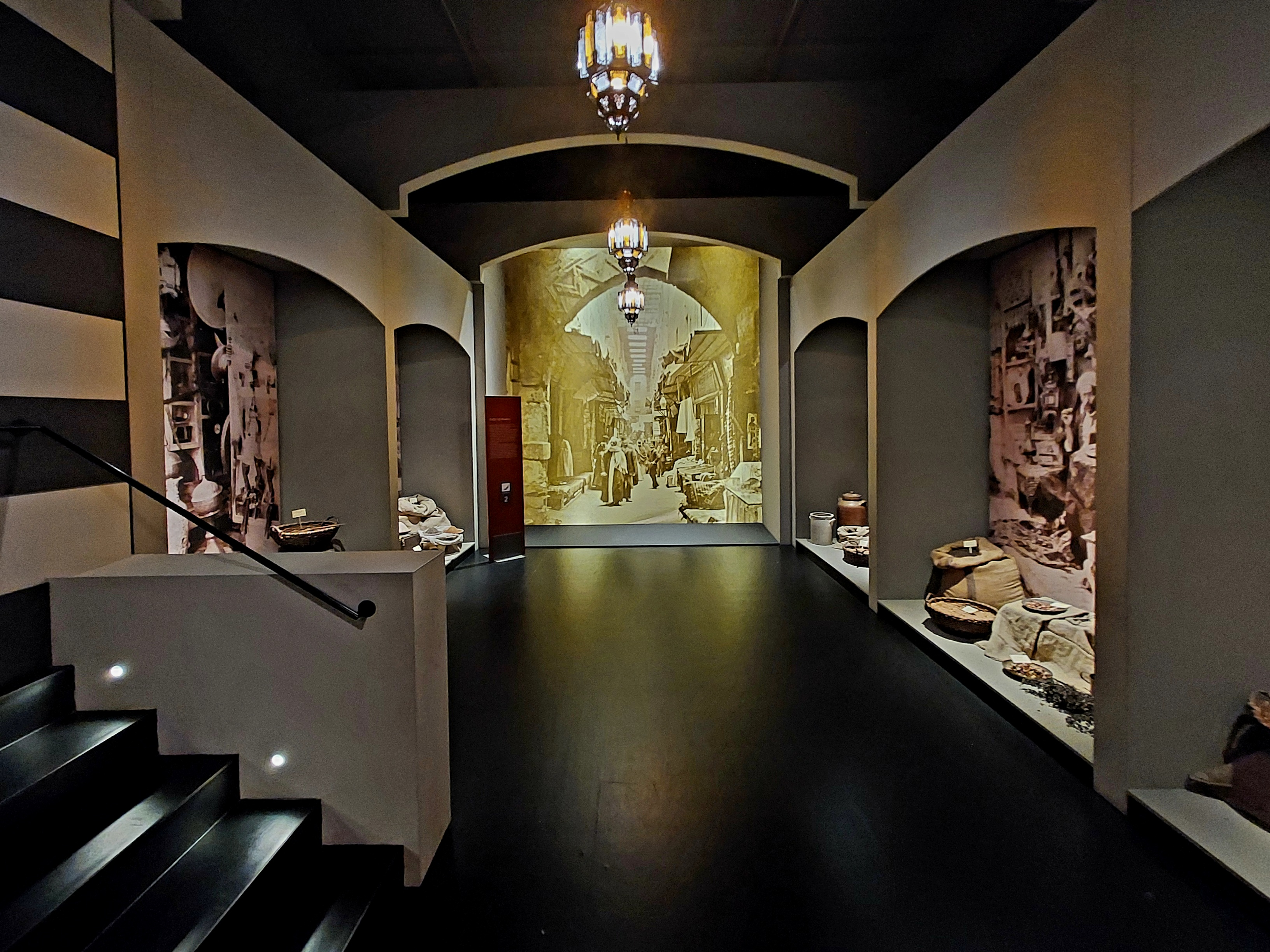
Eingangsbereich des Deutschen Gewürzmuseums in Kulmbach

Das Deutsche Gewürzmuseum Kulmbach ist ein Spezialmuseum in der Kreisstadt Kulmbach in Oberfranken, das sich mit Gewürzen aus aller Welt befasst. Es wurde im Jahr 2015 eröffnet und befindet sich im Kulmbacher Mönchshof in einem Gebäudekomplex mit dem Bayerischen Brauereimuseum und dem Bayerischen Bäckereimuseum. Der Träger sind die Museen im Kulmbacher Mönchshof e.V.

## Das Museum
Die Ausstellungsfläche beträgt 1000 Quadratmeter. Der Eingangsbereich ist einem orientalischen Basar nachgestellt, in dem die Gewürze gerochen und gefühlt werden dürfen. Im Anschluss folgt die Darstellung der historischen Gewürzroute, auf der die verschiedensten Stationen über Land und Wasser in die Handelsstädte bis hin nach Deutschland aufgezeigt werden. Reiseberichte und verschiedene Exponate aus dieser Zeit verdeutlichen die Lebensbedingungen der Arbeiter; Filmbeiträge geben Einblicke in die Arbeit von Gewürzmühlen vergangener Tage bis hin zur modernen Verarbeitung.
Einen Schwerpunkt bildet im Anschluss daran die Verwendung von Gewürzen im Handwerk, der Lebensmittelindustrie und der Kochkunst. Weitere Ausstellungsteile widmen sich der Bedeutung von Gewürzen als Heilmittel sowie ihrer Rolle in Mythos und Magie. Den Schluss der Ausstellung bildet der Spice-Club, eine Lounge zum Verweilen, in dem Food-Magazine ausliegen.

## Besonderheiten
Das Museum präsentiert eine vollständig aufgebaute und original eingerichtete Metzgerei aus den 1950er-Jahren, die aufzeigt, wie in einer typischen Wurstküche gearbeitet wurde und welche handwerklichen Geräte zum Einsatz kamen. Eine weitere Besonderheit ist das Botanikum. Detailgenaue Exponate ermöglichen hier einen Blick auf unterschiedliche Gewürzpflanzen von der Wurzel über das Blatt bis hin zur Blüte.
Neben der Ausstellung werden zahlreiche Seminare und Kurse angeboten, die sich mit dem Thema „Gewürze“ befassen.